# هوشرية أسطوانية
هوشرية أسطوانية (الاسم العلمي:Heuchera cylindrica) هي نوع من النباتات يتبع جنس الهوشرية من فصيلة كاسرة الحجر.